# Орсара (Козенца)
Орсара је насеље у Италији у округу Козенца, региону Калабрија.
Према процени из 2011. у насељу је живело 21 становника. Насеље се налази на надморској висини од 875 м.